# Semi Koroilavesau
Semi Koroilavesau, né en 1957 ou 1958, est un homme politique, homme d'affaires et ancien militaire fidjien.
Élevé dans la religion méthodiste, il grandit dans le village de Nalotu, dans la province de Kadavu. Issu d'une famille relativement pauvre, il travaille à temps partiel comme ouvrier agricole en parallèle de ses études dans le secondaire. À la fin de sa scolarité, en 1976, il s'engage dans les forces armées, au sein de la marine. Il y fait carrière durant dix-huit ans, atteignant le grade de commandant.
En 1988, il devient cofondateur de la branche fidjienne de la compagnie australienne Captain Cook Cruises, compagnie de navires de croisière. En 2003, il quitte les forces armées pour se consacrer pleinement à la compagnie. Il en est le directeur général, mais en pilote parfois lui-même les navires.
Il se lance en politique en amont des élections législatives de septembre 2014, et est élu député sous l'étiquette du parti Fidji d'abord, qui remporte les élections. En accord avec la tradition de Westminster, il est nommé whip du parti, chargé de veiller à ce que ses députés appliquent la ligne du parti et respectent ses promesses électorales. En octobre 2015, il est nommé ministre de l'Emploi, de la Productivité et des Relations sociales, succédant à Jioji Konrote, qui vient d'être élu président de la République. En septembre 2016, à l'occasion d'une redistribution de portefeuilles ministériels, il cède ce ministère à Jone Usamate, et est nommé ministre de la Pêche, un ministère important dans ces îles.
Le parti Fidji d'abord perd le pouvoir aux élections de 2022, auxquelles Aiyaz Sayed-Khaiyum est toutefois réélu député. Il siège dès lors sur les bancs de l'opposition face au gouvernement de Sitiveni Rabuka.
Le 31 mai 2024 il est exclus du parti avec seize autres députés pour avoir voté au Parlement une hausse substantielle des salaires des députés, en violation d'une directive du parti qui exigeait que ses députés votent contre. Il perd ainsi son siège de député en application de l'article 63(h) de la Constitution des Fidji qui dispose que le siège d'un député devient vacant si ce député vote en contradiction avec la directive de son parti.  